# Christophe-Alphonse Geoffrion

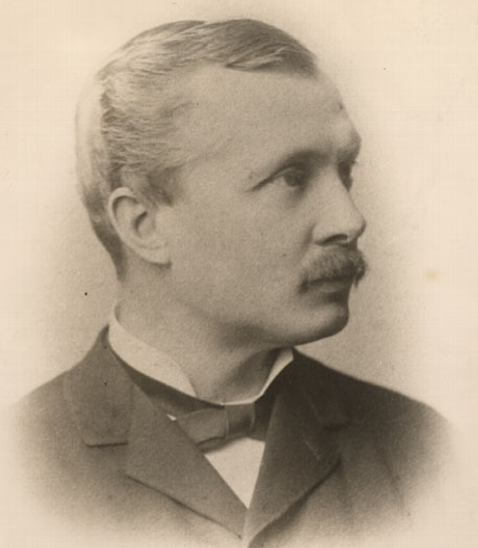
Christophe-Alphonse Geoffrion

Christophe-Alphonse Geoffrion, PC (* 23. November 1843 in Varennes, Ostkanada; † 18. Juli 1899 in Dorion, Québec) war ein kanadischer Politiker der Liberalen Partei Kanadas, der zwischen 1894 und 1899 Mitglied des Unterhauses sowie von 1896 bis 1899 Minister ohne Geschäftsbereich war.

## Leben
Christophe-Alphonse Geoffrion war als Rechtsanwalt tätig. Nach dem Tode seines älteren Bruders Félix Geoffrion am 8. Juli 1894 wurde er zunächst per Akklamation als dessen Nachfolger für den Wahlkreis Verchères Mitglied des Unterhauses und als solcher bei einer Nachwahl am 17. April 1895 bestätigt. Bei der Unterhauswahl am 23. Juni 1896 wurde er für die Liberale Partei im neuen Wahlkreis Chambly-Verchères mit 2.511 Stimmen wieder zum Mitglied des Unterhauses gewählt. Im achten Kabinett von Premierminister Wilfrid Laurier fungierte er vom 21. August 1896 bis zu seinem Tode am 18. Juli 1899 als Minister ohne Geschäftsbereich. Als Minister wurde er auch Mitglied des Kanadischen Kronrates. Nach seinem Tode wurde sein jüngerer Bruder Victor Geoffrion als sein Nachfolger im Wahlkreis Chambly-Verchères zum Mitglied des Unterhauses gewählt. Sein Schwager war der Politiker Antoine-Aimé Dorion, der zwischen 1863 und 1864 Vize-Premierminister der Provinz Kanada war.